# فردونیا (کانزاس)
فردونیا (به انگلیسی: Fredonia) شهری در ایالت کانزاس کشور ایالات متحده آمریکا است که جمعیت آن در سرشماری سال ۲۰۱۰ میلادی، ۲٬۴۸۲ نفر بوده‌است.